# Xã Woodside, Quận Sangamon, Illinois
Xã Woodside (tiếng Anh: Woodside Township) là một xã thuộc quận Sangamon, tiểu bang Illinois, Hoa Kỳ. Năm 2010, dân số của xã này là 11.447 người.